# 西堠门公铁大桥
西堠门公铁大桥是浙江省舟山市建设中的一座跨海大桥，位于定海区，西堠门水道上方，金塘岛和册子岛之间，甬舟高速公路西堠门大桥北2.8千米处。桥梁为斜拉-悬索协作体系桥，全长3105.59米，主跨1488米:71-72。西堠门公铁大桥为公铁两用桥，载有甬舟铁路和甬舟复线高速公路，跨越西堠门水道的跨海桥梁，连接舟山金塘岛和册子岛，大桥中间为铁路双线客运专线，设计时速250公里；两侧为双向6车道高速公路，设计时速100公里，于2020年12月22日开工建设。大桥“公铁平层”使桥面宽度达到68米，建成后将成为世界最宽和跨度最大的公铁两用桥梁。
2023年8月，西堠门公铁大桥主塔开始水下结构施工，这座目前世界最大跨径的公铁大桥全面动工。